# Baltasar de Ayala
Baltasar de Ayala (Amberes, 1548 - Aalst, 16 de septiembre de 1584) fue jurisconsulto y auditor general del ejército de Flandes flamenco de origen español.
Hijo del comerciante burgalés Diego de Ayala y de Agnes de Renialme, Baltasar de Ayala nació y creció en Amberes. Estudió en la Universidad de Lovaina, al igual que sus hermanos.
Estuvo al servicio del ejército español durante la Guerra de los Ochenta años. Escribió un libro sobre la guerra y la disciplina militar titulado De jure et officiis bellicis et disciplina militari libri III (Tres libros de ley marcial, de las autoridades de guerra y de los militares ), que apareció por primera vez en 1582 en latín. En él abogó por la doctrina de que los civiles no podían ser atacados deliberadamente por las fuerzas militares. Fue un importante precursor de Grocio (1583-1645), que se refirió a menudo a su De jure. Baltasar de Ayala trató en particular el tema del asedio de ciudades y el saqueo. Su trabajo ha sido incluido en la serie de Carnegie Classics of International Law.
Baltasar de Ayala perteneció a la escuela de Salamanca, la primera escuela de derecho natural internacional. Ayala reconoció varios objetivos legítimos de guerra, incluida la justicia vengativa, la defensa nacional, la opresión de los incrédulos que se oponen a la difusión del evangelio y el castigo de los sujetos rebeldes.

## Obra
- De Jure Et Officiis Bellicis Et Disciplina Militari Libri III. Editado por John Westlake. Washington: Institución Carnegie, 1912. Reimpresión digitalizada . Buffalo: William S. Hein & Co., 1995. Carnegie Classics of International Law.
- Baltasar de Ayala, Del derecho y de los oficios de la guerra (edición bilingüe latín-español) (1948), edición y traducción de Manuel Fraga Iribarne, estudio preliminar de Nicolás Ramiro Rico, Instituto de Estudios Políticos (Biblioteca española de escritores políticos), Madrid 1948, XXXVI+575 págs.